# ビー・マイセルフ
『ビー・マイセルフ』（en: Be Myself）はアメリカ人シンガー・ソングライター、シェリル・クロウの10枚目のスタジオ・アルバム。アルバムはワイリー・ソングスおよびワーナー・ブラザース・レコードから2017年4月21日にリリースされた。クロウと、クロウと1996年のセルフタイトルアルバムおよび1998年の『グローブ・セッションズ』でも共に働いたジェフ・トロットがプロデュースし、クロウの2013年のカントリー・アルバム『フィールズ・ライク・ホーム』の後でよりロック的なサウンドに回帰したものとなっている。

## リリース

### シングル
アルバムからの1枚目のシングル「ハーフウェイ・ゼア」は2017年3月3日にリリースされた。

## 評論家からの反応
| 専門評論家によるレビュー | 専門評論家によるレビュー |
| 総スコア                 | 総スコア                 |
| 出典                     | 評価                     |
| ------------------------ | ------------------------ |
| Metacritic               | 69/100                   |
| レビュー・スコア         |                          |
| 出典                     | 評価                     |
| AllMusic                 | [ 4 ]                    |
| American Songwriter      | [ 6 ]                    |
| Blurt                    | [ 7 ]                    |
| Exclaim!                 | 6/10                     |
| The Guardian             | [ 9 ]                    |
| Mojo                     | [ 10 ]                   |
| PopMatters               | [ 11 ]                   |
| Rolling Stone            | [ 12 ]                   |
| Slant Magazine           | [ 13 ]                   |

『ビー・マイセルフ』は音楽評論家からおおむね好意的にレビューされた。主流の評論からの100以上のレビューを正規化して点数をつけるMetacriticはこのアルバムに69/100のスコアをつけており、これは「おおむね好意的なレビュー」を示している。
オールミュージックのスティーヴン・トマス・アールワインは星5つの中の4つと位置づけ、「強力で洗練されたポップの集まり」と呼んだ。
ローリング・ストーン誌に寄稿し、このアルバム星5つの中の3つと位置づけたロブ・シェフィールドは「素晴らしく」そして「彼女の激しいロック・クイーンの栄光への本格的な復帰」と呼んだ。

## 収録曲
特記あるものを除き全曲シェリル・クロウとジェフ・トロットの作詞作曲。
| #         | タイトル                                                    | 作詞  | 作曲・編曲 | 時間 |
| --------- | ----------------------------------------------------------- | ----- | ---------- | ---- |
| 1.        | 「アローン・イン・ザ・ダーク - Alone in the Dark」          |       |            | 3:40 |
| 2.        | 「ハーフウェイ・ゼア - Halfway There」                      |       |            | 3:59 |
| 3.        | 「ロング・ウェイ・バック - Long Way Back」                  |       |            | 5:07 |
| 4.        | 「ビー・マイセルフ - Be Myself」                            |       |            | 4:22 |
| 5.        | 「ローラー・スケート - Roller Skate」                       |       |            | 3:19 |
| 6.        | 「ラヴ・ウィル・セイヴ・ザ・デイ - Love Will Save the Day」 |       |            | 4:58 |
| 7.        | 「ストレンジャーズ・アゲイン - Strangers Again」            |       |            | 3:51 |
| 8.        | 「レスト・オブ・ミー - Rest of Me」                         |       |            | 3:52 |
| 9.        | 「ハートビート・アウェイ - Heartbeat Away」                 |       |            | 5:35 |
| 10.       | 「グロウ・アップ - Grow Up」                                |       |            | 3:27 |
| 11.       | 「ウー・ウー - Woo Woo」(クロウ、トビー・ガッド、トロット)  |       |            | 3:14 |
| 合計時間: | 合計時間:                                                   | 45:20 |            |      |

| #         | タイトル                                                                 | 作詞  | 作曲・編曲 | 時間 |
| --------- | ------------------------------------------------------------------------ | ----- | ---------- | ---- |
| 12.       | 「ディサピアリング・ワールド - Disappearing World」                      |       |            | 4:17 |
| 13.       | 「ザ・ワールド・ユー・メイク - The World You Make」                      |       |            | 4:25 |
| 14.       | 「ロング・ウェイ・バック - Long Way Back」(アコースティック・バージョン) |       |            | 4:47 |
| 合計時間: | 合計時間:                                                                | 58:49 |            |      |

## パーソネル
オールミュージック記載のクレジット。
| ミュージシャン - ドイル・ブラムホール2世 – 独唱、和声 - ゲイリー・クラークJr. – エレクトリック・ギター、独奏 - シェリル・クロウ – ベース、チェレスタ、フェンダー・ローズ、アコースティック・ギター、ピアノ、タンバリン、トイピアノ、ヴォーカル、ウーリッツァー - マーク・ドーシット – サキソフォン - フレッド・エルトリンガム – ドラムス、手拍子、パーカッション、タンバリン - オードリー・フリード – アコースティック・ギター、独奏 - トビー・ガッド – ベース、ギター、ムーグ・シンセサイザー - ジョッシュ・グランジ – フルート、バリトン・ギター、エレクトリック・ギター、ラップ・スティール・ギター、メロトロン、ペダル・スティール・ギター、ピアノ - バリー・グリーン – トロンボーン - ロバート・カーンズ – ベース・ギター | - マクラリー・シスターズ – バックグラウンド・ボーカル - アダム・ミンコフ – キーボード - ダグ・モフェット – バリトン・サックス - スティーヴ・パトリック – トランペット - アンドリュー・ペトロフ – 鐘、ドラムブラシ、ドラム・ループ、アコースティック・ギター、手拍子、キーボード、パーカッション、シェイカー、ストリングス、シンセサイザー、トロンボーン、ウーリッツァー - リック・パーセル – 手拍子 - デヴィッド・ロッシ – ストリングス - ティム・スミス – バックグラウンド・ヴォーカル - ジェフ・トロット – ベース・ギター、アコースティック・ギター、バリトン・ギター、エレクトリック・ギター、エレクトリックアコーステックギター、ムーグ・シンセサイザー、ポンプ・オルガン、シタール、スライド・ギター、独奏、SynthAxe、トムトム、和声、バックグラウンド・ヴォーカル、ワウワウギター、ウーリッツァー | 技術者 - チャド・ブレイク – エンジニア、ミキシング、写真撮影 - ドリュー・ボルマン – エンジニア - シェリル・クロウ – プロデューサー - ボブ・ラドウィック – マスタリング - フランク・マドックス – 美術監督、デザイン - アンドリュー・ペトロフ – エンジニア - リック・パーセル – スタジオ技術 - マット・ローシュ – エンジニア - デヴィッド・ロッシ – 弦楽編曲 - マーク・セリガー – 写真撮影 - ジェフ・トロット – プロデューサー - アルバートー・ヴァズ – エンジニア |

## チャート
| チャート (2017年)                                 | 最高位 |
| ------------------------------------------------- | ------ |
| オーストラリア アルバム (ARIA)                    | 97     |
| ベルギー (Ultratop Flanders)                      | 104    |
| ベルギー (Ultratop Wallonia)                      | 51     |
| カナダ (Billboard)                                | 59     |
| ドイツ (Offizielle Top 100)                       | 97     |
| ニュージーランド ヒートシーカーズ アルバム (RMNZ) | 8      |
| スコットランド (OCC)                              | 35     |
| スペイン アルバム (PROMUSICAE)                    | 68     |
| スイス (Schweizer Hitparade)                      | 43     |
| UK アルバムズ (OCC)                               | 47     |
| US Billboard 200                                  | 22     |
| US Top Rock Albums (Billboard)                    | 3      |

## リリース履歴
| 地域   | 日付          | フォーマット   | レーベル     | 備考   |
| ------ | ------------- | -------------- | ------------ | ------ |
| 全世界 | 2017年4月21日 | CD LP 音楽配信 | Warner Bros. | [ 29 ] |